# Костинка (Могилёвская область)
Ко́стинка (бел. Косцінка) — деревня в составе Маховского сельсовета Могилёвского района Могилёвской области Республики Беларусь.

## Географическое положение
Ближайшие населённые пункты: Махово, Дубинка 2, Новая Милеевка, Холмы.

## История
В 1758 году упоминаются церковь Святого Спаса, корчма и мельница.

## Население
- 1999 год — 226 человек
- 2010 год — 124 человек